# Wilhelm Marx
Wilhelm Marx (15. ledna 1863, Kolín nad Rýnem – 5. srpna 1946, Bonn) byl německý právník a politik za stranu Centrum. V letech 1923, 1924 a 1926–1928 vykonával funkci německého kancléře. S jeho funkčním obdobím, které trvalo tři roky a jeden měsíc, tak byl nejdéle úřadujícím kancléřem Německa v období Výmarské republiky.

## Politika
V prezidentských volbách v roce 1925 byl společným kandidátem stran Výmarské koalice (SPD, DDP a Centrum) na úřad říšského prezidenta. Ve volbách ho však těsně porazil Paul von Hindenburg. Ve veřejném mínění se tradičně umisťoval ve stínu osobností jako Gustav Stresemann nebo Friedrich Ebert, patřil však mezi zastánce komunikací uvnitř demokratického tábora.